# Пыхтино (деревня)
Пыхтино — деревня в Новомосковском административном округе Москвы (до 1 июля 2012 года была в составе Ленинского района Московской области). Входит в состав поселения Внуковское.
Название, предположительно, произошло от некалендарного личного имени Пыхта.

## Население
| 1852 | 1859 | 1890 | 1899 | 1926 | 2002 | 2006 | 2010 |
| ---- | ---- | ---- | ---- | ---- | ---- | ---- | ---- |
| 118  | ↗135 | ↗143 | ↗151 | ↗209 | ↘82  | ↗83  | ↗155 |

Согласно Всероссийской переписи, в 2002 году в деревне проживало 82 человека (35 мужчин и 47 женщин). По данным на 2005 год в деревне проживало 83 человека.

## География
Деревня Пыхтино находится на левом берегу реки Ликовы примерно в 10 км от МКАД по Боровскому шоссе. В непосредственной близости находятся микрорайон Солнцево-парк, район Внуково, деревни Лапшинка, Шельбутово и Ликова.

## История
В середине XIX века деревня относилась к 1-му стану Звенигородского уезда Московской губернии, в деревне был 21 двор, крестьян 52 души мужского пола и 66 душ женского.
В «Списке населённых мест» 1862 года — казённая деревня 1-го стана Звенигородского уезда по левую сторону Ново-Калужского тракта из Москвы на село Нара Верейского уезда, в 31 версте от уездного города и 20 верстах от становой квартиры, при речке Ликове, с 20 дворами и 135 жителями (55 мужчин, 80 женщин).
По данным на 1899 год — деревня Перхушковской волости Звенигородского уезда с 151 жителем.
В 1913 году — 32 двора.
По материалам Всесоюзной переписи населения 1926 года — центр Пыхтинского сельсовета Козловской волости Московского уезда Московской губернии в 1 км от Боровского шоссе и 5,5 км от станции Внуково Московско-Киево-Воронежской железной дороги, проживало 209 жителей (102 мужчины, 107 женщин), насчитывалось 42 хозяйства, из которых 38 крестьянских.
1929—1960 гг. — населённый пункт в составе Кунцевского района Московской области.
1960—1963 гг. — в составе Ульяновского района Московской области.
1963—1965 гг. — в составе Звенигородского укрупнённого сельского района Московской области.
1965—2012 гг. — в составе Ленинского района Московской области.
Рядом с деревней находится Пыхтинское кладбище.

## Парки и общественные пространства
В 2018 году рядом с деревней благоустроили парк «Пыхтино» площадью в 2,3 га. Работы в рамках программы «Мой район» начались в 2017 году. К ноябрю 2018 года были завершены три этапа. В парке укрепили набережную, проложили асфальтированные дорожки. Набережную вдоль пруда выложили тротуарной плиткой. Обустроили площадку для игры в баскетбол и волейбол, площадку для игры в городки, воркаут. Поставили скамейки с навесами в зоне тихого отдыха и домики для барбекю (мангальные беседки). Обустроили зону отдыха у воды с большими деревянными шезлонгами-диванами. В рамках 4-го этапа благоустройства прогулочной зоны в Пыхтино возвели детскую площадку с маяком.